# شش فوت زیر زمین
شش فوت زیر زمین (به انگلیسی: Six Feet Under) یک مجموعه درام آمریکایی ساخت شبکه کابلی اچ‌بی‌او است که از سال ۲۰۰۱ تا ۲۰۰۵ پخش شد. قالب اصلی این سریال پیرامون اعضای خانواده فیشر و شغل آنها یعنی مدیریت مراسم کفن و دفن است و در طی فصول ماجراهای فرعی نیز به مجموعه اضافه می‌گردند. در سال ۲۰۰۷ هفته‌نامه تایم این مجموعه را در فهرست «۱۰۰ نمایش تلویزیونی برتر تمام دوران‌ها» قرار داد. همچنین مجله امپایر رتبه ۲۷ را در فهرست «۵۰ نمایش تلویزیونی برتر تمام دوران‌ها» به این مجموعه اختصاص داد. این مجموعه در زمان پخش نامزد ده‌ها جایزه مختلف همانند جایزه امی (۴۴ بار نامزدی، ۹ بار برنده)، جایزه گلدن گلوب (۸ بار نامزدی، ۳ بار برنده)، جایزه انجمن بازیگران فیلم (۶ بار نامزدی، ۳ بار برنده)، جایزه رسانه‌ای گلد (۲ نامزدی، ۳ بار برنده) و نامزد جوایز دیگری مثل جایزه گرمی، جایزه ستلایت، جایزه بنیاد فیلم آمریکا و ده‌ها جایزه دیگر شد.

## بازیگران و شخصیت‌ها
- پیتر کراوزه در نقش نیت فیشر - فرزند بزرگ خانواده فیشر که پیش از مرگ پدر خانواده در سیاتل مشغول به کار بوده و پس از مرگ پدرش به لس‌آنجلس بازگشته و مسئولیت تجارت خانوادگی را بر عهده می‌گیرد.
- مایکل سی هال در نقش دیوید فیشر - فرزند میانی خانواده که در تجارت خانوادگی شریک بوده و به همراه نیت مراسم‌های کفن و دفن را مدیریت می‌کند. وی گی است و با کیث چارلز رابطه دارد.
- ریچل گریفیتس در نقش برندا چنویت - وی در ابتدا نامزد نیت بوده و پس از یک دوره قطع رابطه در نهایت با وی ازدواج می‌کند.
- فرانسس کونروی در نقش روث فیشر - مادر خانواده فیشر
- لورن آمبروز در نقش کلیر فیشر - خواهر و فرزند کوچک خانواده
- فردی رودریگز در نقش فدریکو دیاز - شریک تجاری خانواده فیشر
- متیو سنت پاتریک در نقش کیث چارلز - شریک عاطفی و جنسی دیوید فیشر